# 페이스티스

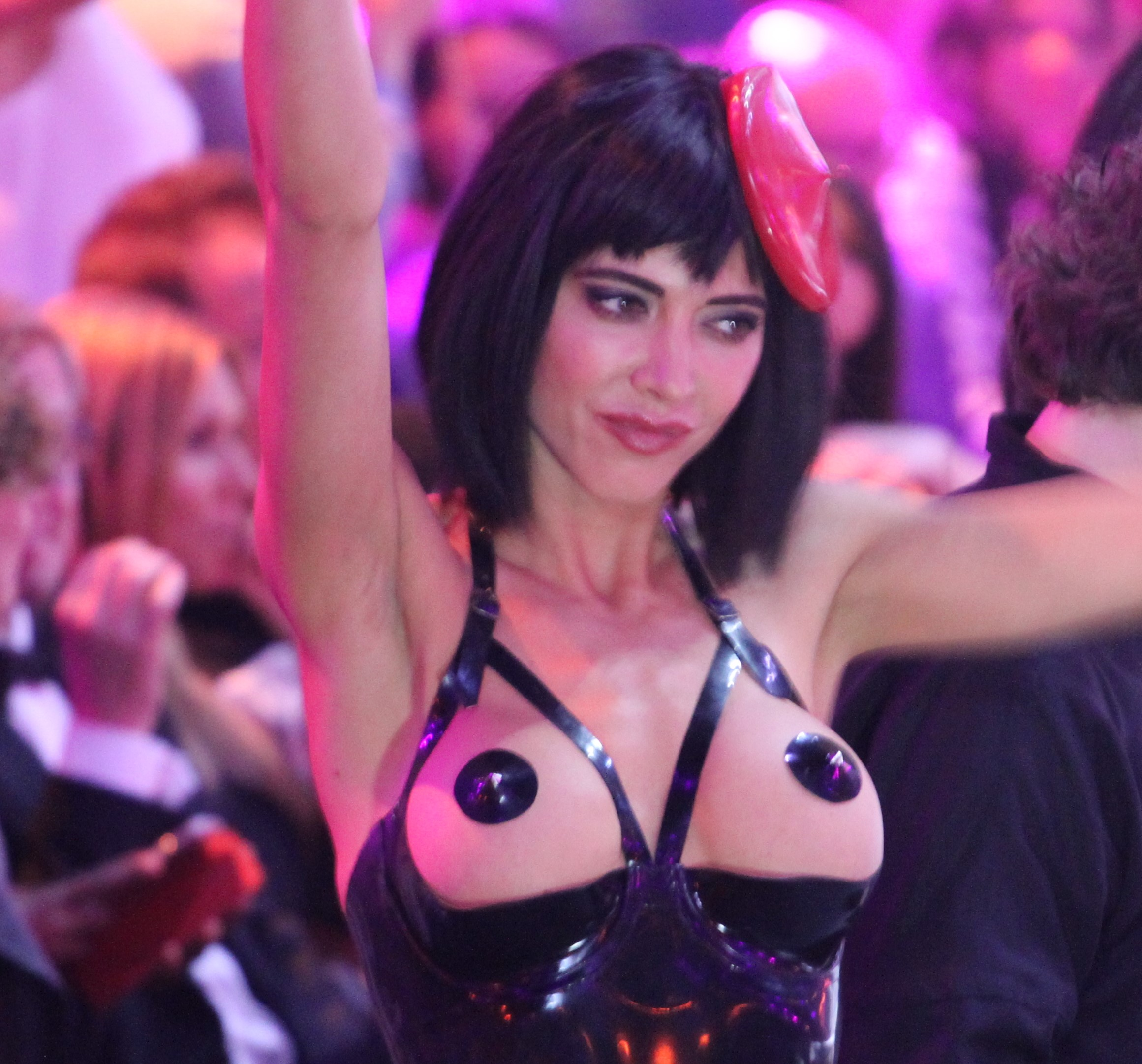
스위스 예술가 밀로 모아레가 페이스티스와 컷아웃 브래지어를 입고 공연을 하는 장면.

페이스티스(영어: Pasties)는 사람의 유두와 유륜을 덮는 패치로, 일반적으로 자가 접착식이거나 접착제로 부착된다. 벌레스크 쇼의 일부로 시작되었으며, 댄서들이 상업적인 형태의 맨가슴 엔터테인먼트를 제공하기 위해 젖꼭지를 노출하지 않고 완전히 상반신을 노출할 수 있도록 허용했다. 페이스티스는 때때로 일광욕을 하는 동안 사용되거나, 스트리퍼와 쇼걸이 착용하거나, 토플리스 데이(Go Topless Day)와 같은 여성 권리 행사 동안 항의의 한 형태로도 사용된다. 어떤 경우에는 공연음란죄에 따른 기소 가능성을 피하기 위해 페이스티스를 입는 경우도 존재한다.